# Clarkella
Clarkella é um género botânico pertencente à família Rubiaceae.